# Vasile Pentelei
Vasile Pentelei (n. 1947, Stolniceni raionul Ungheni – d. 11 februarie 2014, Chișinău) a fost un economist moldovean, care a îndeplinit funcția de președinte al Curții de Conturi a Republicii Moldova în perioada iulie 2000 - septembrie 2004. Între 1998-2000 a fost deputat în Parlamentul Republicii Moldova. A mai activat în calitate de vicepreședinte al Comisiei Naționale a Valorilor Mobiliare din Republica Moldova.

## Biografie
Vasile Pentelei s-a născut în anul 1947, în satul Stolniceni din comuna Cioropcani (raionul Ungheni). A absolvit cursurile Institutului Agricol din Chișinău, obținând calificarea de agronom-economist.
După absolvirea facultății, în anul 1970, a fost angajat ca economist principal în colhozul Maiac din raionul Ungheni. Lucrează apoi ca economist superior în Consiliul raional al colhozurilor, economist principal în Asociația de mecanizare și electrificare a producției agricole din raionul Ungheni (1973-1978), președinte al Întreprinderii de procurare a nutrețurilor Patria, vicepreședinte al Asociației raionale "Moldselhozhimia" din raionul Ungheni (1978-1980), șeful Centrului raional Ungheni de informare și calcul al Direcției Centrale de Statistică (1980-1984), vicepreședinte al Comitetului executiv raional, președinte al Comitetului raional al controlului popular din Ungheni (1984-1986).
Între anii 1986-1998 a lucrat în Departamentul Central de Statistică din Republica Moldova, îndeplinind funcțiile de șef-adjunct, vicepreședinte al Comitetului de Stat pentru statistică, prim vicedirector general al Departamentului de statistică. După o perioadă în care a fost deputat al Partidului Comuniștilor în Parlamentul Republicii Moldova (1998-2000), Vasile Pentelei a îndeplinit funcția de președinte al Curții de Conturi (2000-2004). A fost eliberat din ultima funcție la cerere la 30 septembrie 2004, fără a oferi alte explicații.
Prin Hotărârea Parlamentului Republicii Moldova nr.22-XV din 17 februarie 2005, Vasile Pentelei a fost desemnat în funcția de membru și vicepreședinte al Comisiei Naționale a Valorilor Mobiliare din Republica Moldova pe un termen de 7 ani, înlocuindu-l pe Ion Balaur, care fusese numit în funcție la 6 decembrie 2002 și fusese eliberat la cerere din această demnitate.